# معضلة برنسايد

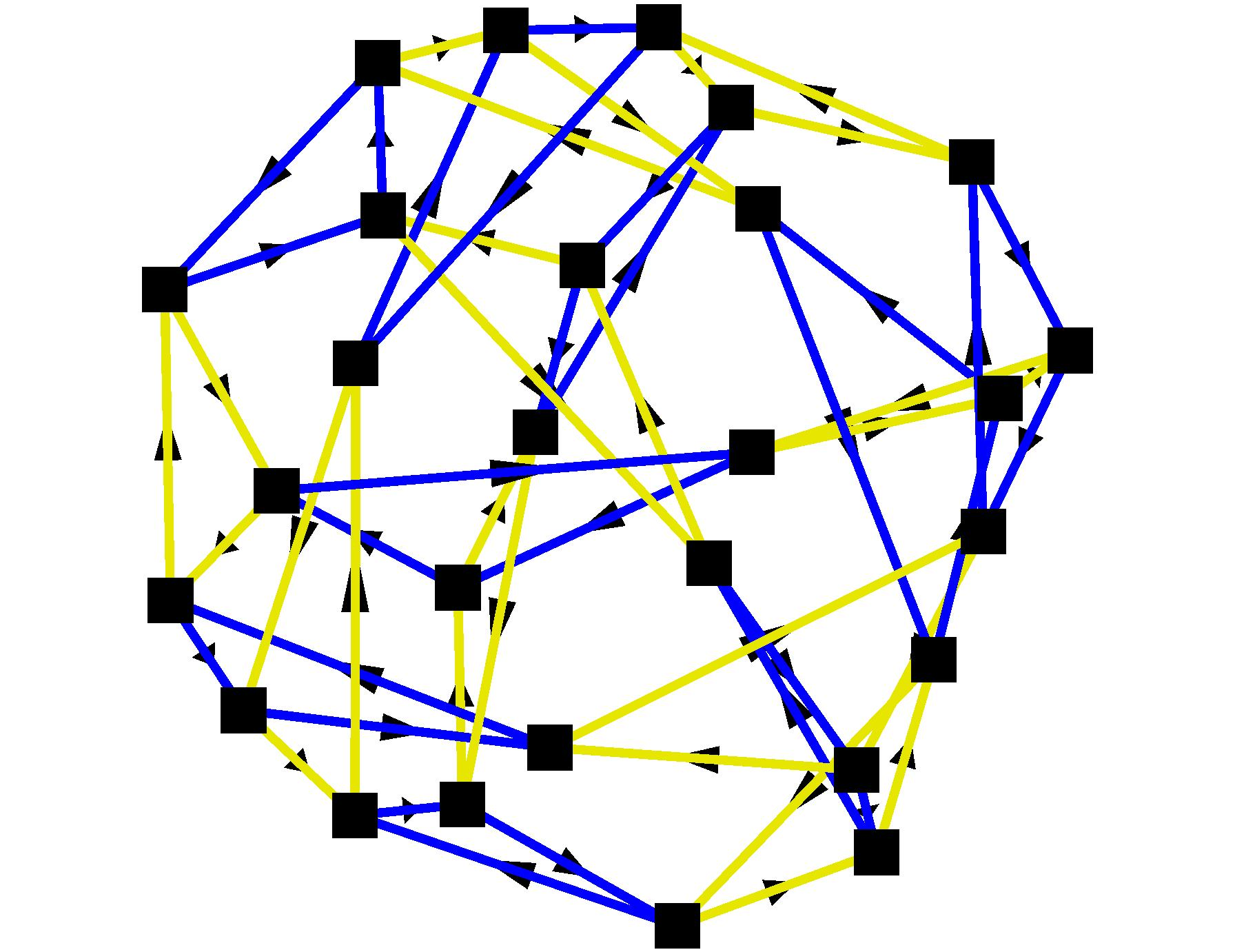

في نظرية الزمر، معضلة برنسايد (بالإنجليزية: Burnside problem)‏ هي معضلة وضعها عالم الرياضيات ويليام برنسايد في عام 1902. انظر إلى زمرة منتهية.